# خوان فايرو
خوان فايرو (بالإسبانية: Juan Apolonio Vairo)‏ هو لاعب كرة قدم أرجنتيني في مركز الوسط، ولد في 10 أبريل 1932 في روساريو في الأرجنتين. لعب مع أتليتيكو تيغري وأمريكا دي كالي وأونسي كالداس وإنديبندينتي ميديلين وبوكا جونيورز وديبورتيس كوينديو وروزاريو سنترال وريفر بليت ونادي ليفربول ويوفنتوس.

## وصلات خارجية
- خوان فايرو على موقع قاعدة بيانات كرة القدم.إي يو (الإنجليزية)
- خوان فايرو على موقع عالم كرة القدم.نت (الإنجليزية)